# Otto Thöne (Landrat)
Otto Thöne (* 4. April 1886 in Hannover; † im 20. Jahrhundert) war ein deutscher Jurist und Landrat des Rheingaukreises.

## Leben
Nach dem Studium der Rechtswissenschaften war Otto Thöne vom 12. April 1913 bis zum 30. September 1921 als Regierungsassessor im preußischen Staatsdienst beschäftigt und wurde zum 1. Oktober des Jahres wegen Erkrankung in den (vorläufigen) Ruhestand versetzt. Er betätigte sich politisch und war Mitglied der Deutschnationalen Volkspartei. Zum 1. Mai 1933 trat er in die NSDAP (Mitgliedsnummer 2.858.047) ein. Am 16. August 1935 wurde er wieder (probeweise) bei der Regierung Wiesbaden eingestellt und im Jahr darauf zum (planmäßigen) Regierungsrat ernannt.
Am 20. November 1937 wurde er mit der kommissarischen Verwaltung des Landratsamtes des Rheingaukreises beauftragt und am 28. Juli 1938 definitiv zum Landrat bestellt. Dieses Amt übte er bis 1945 aus. Über seinen weiteren Lebensweg gibt die Quellenlage keine Aufschlüsse.